# Aphis clematidis
Aphis clematidis är en insektsart som beskrevs av Koch 1854. Aphis clematidis ingår i släktet Aphis och familjen långrörsbladlöss. Inga underarter finns listade i Catalogue of Life.